# Valérie Mairesse
Valérie Marie Dominique Andrée Mairesse, född 8 juni 1954 i Paris, är en fransk skådespelerska.

## Roller i urval
- 1976 – Calmos
- 1976 – Intet nytt under kjolen
- 1977 – Repérages
- 1980 – C'est pas moi, c'est lui
- 1980 – Le Coup du parapluie
- 1982 – Deux heures moins le quart avant Jésus-Christ
- 1986 – Offret
- 2008 – Agnès stränder
- 2011 – Tu seras mon fils